# Zegama
Zegama is een gemeente in de Spaanse provincie Gipuzkoa in de regio Baskenland met een oppervlakte van 35 km². Zegama telt 1.514 inwoners (1 januari 2016).

## Geboren
- Aitor Pérez (1977), wielrenner